# Okanogan County
Okanogan County je okres ve státě Washington ve Spojených státech amerických. K roku 2010 zde žilo 41 120 obyvatel. Správním městem okresu je Okanogan. Celková rozloha okresu činí 13 766 km², což z něj dělá největší okres ve státě.